# Ceratiomyxa fruticulosa
Ceratiomyxa fruticulosa, im deutschen Sprachraum auch als Geweihförmiger Schleimpilz bezeichnet, ist ein weltweit verbreiteter Schleimpilz aus der Gruppe der Protosporangiida.

## Merkmale
Die Fruktifikationen sind weiß, auch hyalin oder gelb, selten auch bläulich gefärbt. Äußerlich erscheinen sie durch die Sporangien, welche auf der Außenseite der Säulchen stehen, bereift. Die Fruktifikationen stehen in dicht gedrängten Gruppen, die oft zehn Zentimeter oder mehr ausgebreitet sind. Die einzelnen Säulchen sind ein bis zehn Millimeter hoch, an der Basis 0,3 Millimeter breit und verjüngen sich nach oben. Manchmal sind sie in bis zu fünf Glieder verzweigt, was ihnen ein geweihförmiges Aussehen verleiht. Die häutige Unterlage (Hypothallus) auf der Substratoberfläche verbindet die gesamte Gruppe miteinander. Der Hypothallus ist weiß gefärbt und reißt bei Trockenheit in kleine Felder auf.

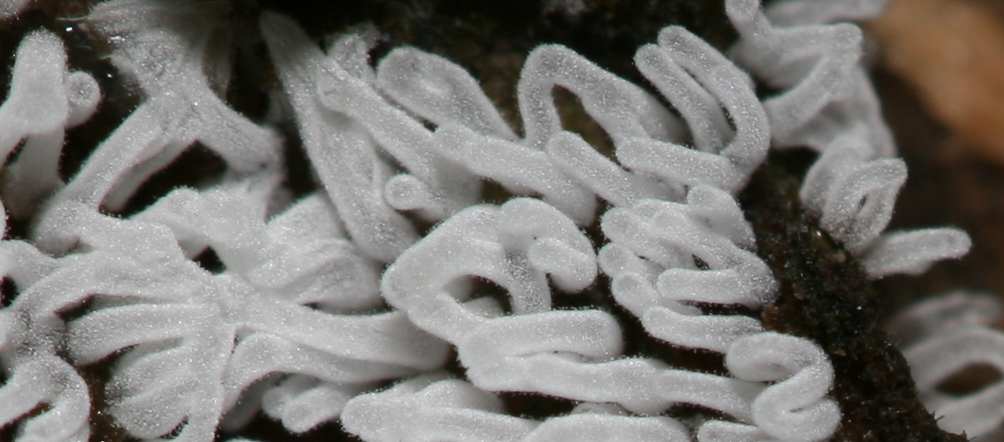
Nahaufnahme der Fruktifikationen
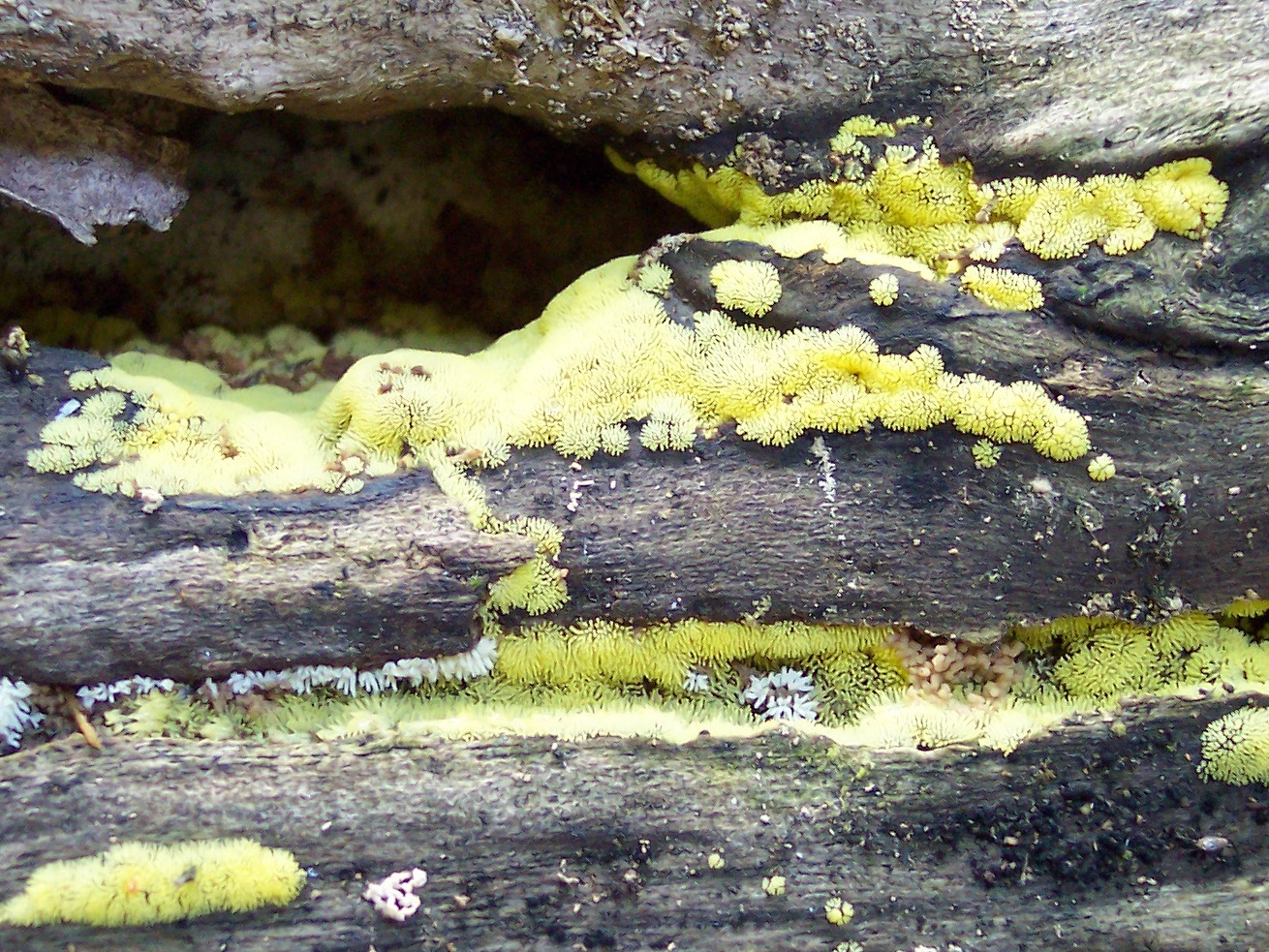
Gelbe Variante

Die einzelnen mit Fruktifikationen anderer Protosteliales vergleichbaren Sporangien befinden sich außen an der Oberfläche der aus dem Zellinhalt bestehenden Matrix (den Säulchen) an etwa 7 bis 20 Mikrometer langen und 1,5 bis 3 Mikrometer dicken Stielen. Die Sporen selbst sind breitelliptisch, tropfenförmig oder rund und messen 8–15 × 6–10 Mikrometer. Sie sind farblos bis blass grüngelb gefärbt und besitzen einen granulierten Inhalt. Das Plasmodium ist wässrig weiß bis gelb.

## Ökologie
Der Schleimpilz fruktifiziert in Mitteleuropa vor allem vom späten Frühjahr bis Sommer an Laub- und Nadelholz, besonders an alten Stubben. In erster Linie nach kurzen Feuchtigkeitsperioden ist er häufig zu finden. Ceratiomyxa fruticulosa ist unter anderem vergesellschaftet mit dem Blutmilchpilz, dem Wespennest, Trichia varia, Arcyria pomiformis, Didymium ovoideum sowie Arten der Gattung Cribraria.

## Verbreitung
Ceratiomyxa fruticulosa ist weltweit verbreitet und vermutlich der häufigste Schleimpilz überhaupt. Er ist von der Arktis bis in die Tropen anzutreffen.

## Systematik

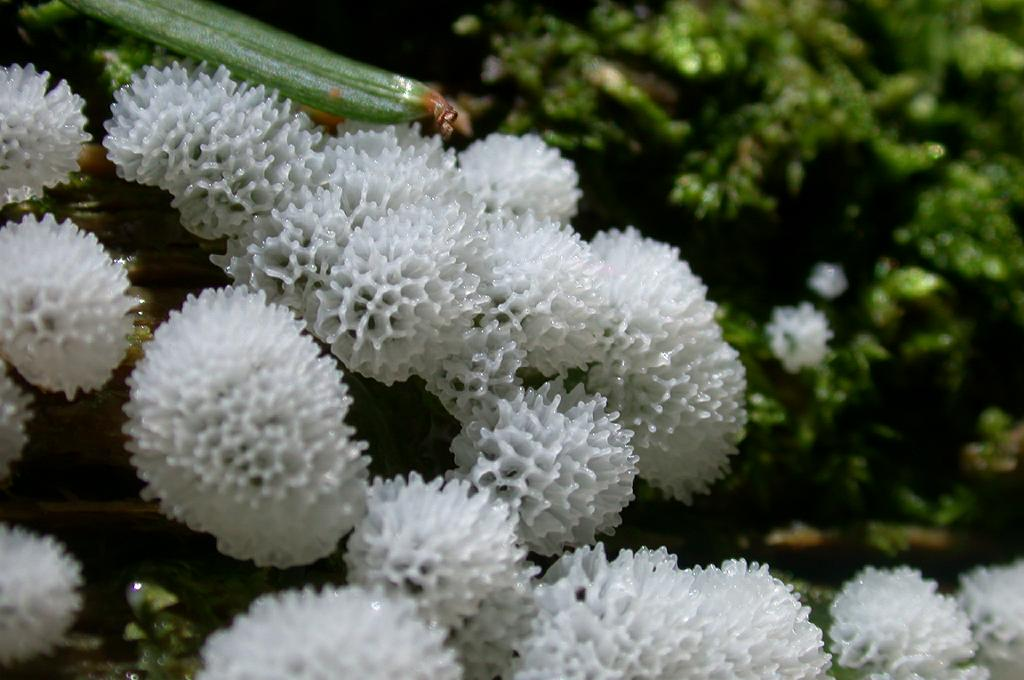
Ceratiomyxa fruticulosa var. porioides

Ceratiomyxa fruticulosa hat mindestens zwei Variationen, deren Berechtigung aber noch nicht gesichert ist.
Die var. porioides besitzt poroide Fruktifikationen, die sich flächig auf dem Substrat erstrecken. Die Poren sind zwischen 0,1 und 0,5 Millimeter groß. Die Variation ist ebenfalls zumindest in Mitteleuropa weit verbreitet. Mikroskopisch ist sie nicht von der var. fruticulosa zu unterscheiden. Allerdings kann die var. porioides auf einem gemeinsamen Hypothallus mit der var. fruticulosa angetroffen werden; dabei können beide auch ineinander übergehen.
Die var. descendens ist vor allem aus Japan bekannt, kommt aber auch in Frankreich und Taiwan vor. Die Fruktifikationen bestehen aus einzelnen unverzweigten Säulchen, die sich auf einer polygonalen Basis befinden. Beide Variationen sind jedoch in allen Übergangsformen zu finden. Daher scheint diese Variation nicht als solche berechtigt zu sein.

## Ähnliche Arten
Ceratiomyxa fruticulosa ist kaum mit anderen Arten zu verwechseln. Im Zweifel lässt sie sich durch die schleimige Konsistenz identifizieren.